# Kerprich-aux-Bois
Kerprich-aux-Bois é uma comuna francesa na região administrativa de Grande Leste, no departamento de Mosela. Estende-se por uma área de 6,45 km². Em 2010 a comuna tinha 171 habitantes (densidade: 26,5 hab./km²).